# 植木雅俊
植木 雅俊（うえき まさとし、1951年8月11日 - ）は、日本の仏教学者。理科系出身で多面的な仏教思想研究を行っている。

## 経歴
1951年、長崎県生まれ。島原高校を経て、九州大学理学部物理学科で学んだ。同大学院理学研究科修士課程修了し、理学修士号を取得。東洋大学大学院文学研究科へ進み、博士後期課程を中退。1991年から東方学院で中村元に学んだ。
2002年、お茶の水女子大学に学位論文『仏教におけるジェンダー平等の研究：『法華経』に至るインド仏教からの考察』を提出して博士号（人文科学）を取得（男性初）。2008年から2013年まで、東京工業大学世界文明センターで非常勤講師を務めた。NHK文化センター、朝日カルチャーセンターでも講座を持つ。日本ペンクラブ会員。日本印度学仏教学会会員。比較思想学会会員。

## 受賞
- 1992年：小説『サーカスの少女』でコスモス文学新人賞を受賞。
- 2008年：第62回毎日出版文化賞を受賞[2]。岩波文庫および中央公論社版の『法華経』の各サンスクリット原典訳の問題点（前者に関しては500箇所余り）を検討・批判した注釈で、1.サンスクリット原文、2.鳩摩羅什訳の書き下し文と、3.サンスクリット語からの現代語訳を対照した『梵漢和対照・現代語訳　法華経』（上・下）の功績に対して。
- 2013年：第11回パピルス賞を受賞[2]。1999年にチベットのポタラ宮殿で発見された『維摩経』のサンスクリット原典を現代語訳した『梵漢和対照・現代語訳　維摩経』の功績による。

## その他の活動
講義・講演
- 2006年：同年10月20日東京大学仏教青年会で「仏教の女性観：その男女平等思想を考える」と題して講演。
- 2007年：同年3月24日法政大学国際日本学研究所で「仏教受容の仕方についての日中の比較」と題して研究報告。後に増補し、『仏教、本当の教え：インド、中国、日本の理解と誤解』(中公新書)として出版されている。
- 2010年：2010年度後期に東京工業大学世界文明センターで「思想としての法華経」と題し集中講義。後に『思想としての法華経』(岩波書店)として出版されている。
- 2013年：同年1月20日、NPO法人東京自由大学で「仏教との出会いと、その後」と題して講演。
- 2013年：同年7月14日、真宗大谷派名古屋別院「信道講座」で「鳩摩羅什訳の絶妙さ」と題し講演（『信道 2013年度』2014年10月発行に収録）。
- 2013年：同年7月26日、創価大学の創価教育研究所の招きで、「絶妙だった鳩摩羅什訳：サンスクリット語から『法華経』『維摩経』を翻訳して」と題して講演（『創価教育』7に収録）。
- 2014年：同年1月11日、NPO法人東京自由大学の主催する「人類の知の遺産・第VIII期6：中村元：わが尊敬する恩師」と題して講演。

2014年：同年2月23日、福岡県文化団体連合会の主催する「パピルス賞受賞記念・植木雅俊文化講演会」で「私の学問人生」と題して講演。
- 2014年：同年6月15日、日本現代詩人会のH氏賞の授賞式で記念講演。タイトルは「お釈迦さまも詩人であった」。
- 2015年：同年7月11日、インド大使館で行なわれたインドと日本の詩人、文学者、学者ら13人によるシンポジウム「インド文学祭」で、「日本文学に見る大乗仏教の影響：短歌、俳句を中心に」と題して発表。
- 2017年：同年3月15日、京都深草の元政上人第350遠忌報恩法要が東京・池上本門寺で行なわれ、「元政上人の詩歌と仏教」と題して記念講演を行った[4]。
- 2017年：同年7月2日、日本科学協会主催セミナー「木魂する科学とこころ：科学と文化の交差点（宗教文化篇）」で、「原始仏教の知と信」と題して講演。科学史家・伊東俊太郎らとシンポジウムを行う。
- 2018年：同年12月22日、二松学舎大学人文学会第118回大会で「インド仏教の日本文学への影響：短歌・俳句を中心に」と題して記念講演。
- 2020年：同年2月1日、島原城築城400年記念事業協賛事業・市民文化講座で「我が二足草鞋の人生」と題して講演。
- 2020年：同年2月14日、本門佛立宗の関東・甲信越地区の教務大会で法華経の思想について講演。
- 2021年：同年7月11日に「原始仏教・法華経・日蓮との出会い」、11月28日に「原始仏教・法華経・日蓮に一貫するもの」と題し講演。これは京都佛立ミュージアムの企画展「思想としての法華経展」に合わせた連続講演。
- 2022年：同年4月17日、神奈川・横浜市の妙深寺で「『100分de名著　日蓮の手紙』の裏話」と題して講演。
- 2022年：経済同友会・同友クラブで4月22日に「物理学から仏理学へ」、5月17日に「21世紀に注目される仏教」と題し連続講演。

対談
- 2013年：同年5月11日、日本近代文学館の主催する第73回「声のライブラリー」(自作の朗読と座談会)で『梵漢和対照・現代語訳　法華経』から「長者窮子の譬え」の箇所を朗読（20分）。続いて詩人の伊藤比呂美の司会で、古典エッセイストの大塚ひかりと座談会が開かれた[5]。
- 2015年：3月、4月、5月の3回、計15時間以上にわたって東工大名誉教授・橋爪大三郎と法華経について対談。[注釈 1]後に、この記録は『ほんとうの法華経』として刊行された。

協力ほか
2013年に作家の安部龍太郎が歴史小説『等伯』を執筆する際に、『法華経』の思想や、長谷川等伯の「松林図」（国宝）についての『法華経』からの思想的意義付けについて、安部にアドバイスした。
- 2021年：7月10日～2022年2月16日、「思想としての法華経展」(京都佛立ミュージアム)を監修。

## 中村元とのエピソード
中村が逝去するまでの10年近く毎週3時間、中村から受講した時の講義ノートをもとに、『仏教学者　中村元：求道のことばと思想』（角川選書）を2014年に上梓した。批評家の若松英輔は「書かれるべき人が、書くべき人によって書かれた」と評した。

## 著書

### 単著
- 『「三重秘伝抄」論考：人間主義仏法の探求』鴻鵠書院 1992
- 『仏陀の国・インド探訪：人間主義の源流を求めて』メディア・ルネッサンス 1994
- 『男性原理と女性原理：仏教は性差別の宗教か?』中外日報社 1996
- 『仏教に学ぶ対話の精神』中外日報社 1997
- 『マザー・テレサと菩薩の精神：仏教の倫理観を求めて』中外日報社 1997
- Gender Equality in Buddhism, Asian Thought and Culture series vol. 46, Peter Lang Publ. Inc., New York, 2001
- 『仏教のなかの男女観：原始仏教から法華経に至るジェンダー平等の思想』岩波書店 2004[8]
  - オンデマンド版 2013
  - 改題文庫化『差別の超克：原始仏教と法華経の人間観』講談社学術文庫 2018
- 『釈尊と日蓮の女性観』論創社 2005
  - 改題改訂『日蓮の女性観』法蔵館文庫、2023
- 『仏教、本当の教え：インド、中国、日本の理解と誤解』中央公論新社(中公新書) 2011[注釈 2]
- 『思想としての法華経』岩波書店、2012
- 『仏教学者 中村元：求道のことばと思想』角川学芸出版(角川選書) 2014
- 『人間主義者、ブッダに学ぶ：インド探訪』学芸みらい社 2016
- 『江戸の大詩人 元政上人：京都深草で育んだ詩心と仏教』中央公論新社(中公叢書) 2018
- 『今を生きるための仏教100話』 平凡社新書 2019
- 『法華経とは何か：その思想と背景』中公新書 2020
- 『日蓮の手紙 ビギナーズ日本の思想』角川ソフィア文庫、2021
- 『パーリ文『テーリー・ガーター』翻訳語彙典』法蔵館 2023
- 『日蓮の思想：『御義口伝』を読む』筑摩書房(筑摩選書) 2024

### 放送テキスト
- 『法華経　あなたもブッダになれる』NHK出版(100分de名著) 2018

NHK-Eテレの4月放送テキスト
- - 『アンコール放送版 法華経　あなたもブッダになれる』NHK出版(100分de名著) 2019

NHK-Eテレの11月再放送テキスト
- - 改訂『100分de名著ブックス 法華経』NHK出版 2021
- 『日蓮の手紙 筆に込められた仏心』NHK出版(100分de名著) 2022

NHK-Eテレの2月放送テキスト

### 共著書
- Images of Women in Chinese Thought and Culture（Robin Wang・植木真紀子らとの共著）, Hackett Publ. Inc., Massachusetts, 2003
- 『東アジアの日本観』共著、三和書籍(法政大学日本学研究叢書) 2010
- 『宮沢賢治 イーハトヴ学事典』共著、弘文堂 2010
- 『科学者の本棚』共著、岩波書店、2011
- 『比較詩学と文化の翻訳』共著、思文閣(大手前大学比較文化研究叢書) 2012
- 『ほんとうの法華経』橋爪大三郎と対談共著、ちくま新書 2015
- 『深草元政上人墨蹟』解説、大神山隆盛寺文庫 2016

「元政上人の詩歌と仏教」植木著
- 『仏教がわかるお経入門』共著、洋泉社(洋泉社MOOK) 2018

「なぜ法華経は『諸経の王』なのか」植木著
- 『科学と宗教：対立と融和のゆくえ』金子務監修・日本科学協会編、中央公論新社 2018

「原始仏教の知と信」植木著
- 『仏教がわかる お経入門』共著、洋泉社ムック 2018
- 『多文化共生社会を生きる』李修京編集、権五定・鷲山恭彦監修、明石書店 2019

「宗教と寛容：『法華経』を中心に」植木著
- 『二松学舎大学 人文論叢』共著、二松学舎大学人文学会 2019

「インド仏教の日本文学への影響：和歌、俳句を中心に」植木著
- 『サーカスの少女』村上豊画、コボル 2021[9]
- 「2年3組の子どもたちとの合作小説：『サーカスの少女』」、教育応援誌『けいいく』№164、モラロジー道徳教育財団　学校教育センター、2021年9月1日
- 『日蓮生誕800年に思う：21世紀に注目される仏教』公益財団法人 ニッポンドットコム] 2024

「日蓮生誕800年に寄せて：21世紀に注目される仏教」植木著

### 現代語訳
- 『梵漢和対照・現代語訳　法華経』岩波書店 2008[10][11]
- 『梵漢和対照・現代語訳　維摩経』岩波書店、2011[12]
- 『サンスクリット原典現代語訳　法華経』岩波書店 2015
- 『テーリー・ガーター：尼僧たちのいのちの讃歌』角川選書 2017
- 『サンスクリット版縮訳　法華経　現代語訳』角川ソフィア文庫 2018
- 『サンスクリット版全訳　維摩経　現代語訳』角川ソフィア文庫 2019
- 『梵文『維摩経』翻訳語彙典』法藏館 2019
- 『梵文『法華経』翻訳語彙典』法藏館 2020

### 雑誌掲載
- 植木・大野晋対談2000「言葉による意思疎通を可能にするものは何か？」

1. 『仏眼』第10号（2000年9月15日）
2. 『仏眼』第11号（2000年11月15日）

- 植木2014「鳩摩羅什〔訳〕の絶妙さ：仏教との出会いから『法華経』『維摩経』の翻訳まで」『信道（2013年度）』真宗大谷派名古屋別院[13]
- 植木2015「思想としての法華経」『學士會会報』910号, 学士会
- 植木2017「私の仏教探求の旅」『フラタニティ』No.8, ロゴス
- 植木2018「『白蓮華』批判」『日本近代文学館』282号
- 植木2019「九月三日のシンクロニシティ」『こころ』51, 平凡社

### メディア出演
テレビ・ラジオ
- 2008年：同年12月21日放送『菅原文太　日本人の底力』（ニッポン放送）で俳優の菅原文太と、毎日出版文化賞を受賞した『梵漢和対照・現代語訳　法華経』をめぐって対談。
- 2018年年4月：教育テレビ「100分de名著」で植木訳『サンスクリット原典現代語訳　法華経』「４月の名著」として取り上げられ、〝指南役〟として出演。好評により2019年11月にアンコール再放送。

新聞
- 『仏教の出会いと人間主義の探求』中日新聞、2016年9月13、20日付（東京新聞は、9月17、24日付け）
- 「仏教50話」西日本新聞文化欄(連載：2017年9月12日～11月28日)
- 「科学と仏教」中日新聞2020年12月8、15日付（東京新聞は、12月15、21日付）
- 「日蓮生誕800年に寄せて：温暖化への警鐘」中日新聞・東京新聞、2021年12月21日付

## 関連人物
- 阿部慈園（明治大学教授、仏教学）
- 安部龍太郎（直木賞作家）
- 李修京（東京学芸大学助教授）
- 市原基（写真家）
- 伊藤比呂美（詩人）
- 加藤九祚（国立民族学博物館名誉教授）
- 金子務（大阪府立大学名誉教授、科学史）
- 川崎信定（東洋大学名誉教授、仏教学）
- 木田元（哲学者、中央大学名誉教授、ハイデッガー研究）
- ケネス・K・イナダ（ハワイ日系二世として442連隊に参加、ニューヨーク州立大学名誉教授、仏教学）
- 三枝充悳（筑波大学名誉教授、仏教学）
- 佐藤保（元お茶の水女子大学学長、中国文学）
- 白川義員（写真家）
- 杉山二郎（元東京国立博物館）
- 高崎直道（東京大学名誉教授、仏教学）
- 張競（明治大学教授、比較文学）
- 中田直道（元鶴見大学教授、仏教学）
- 中濱武彦（ジョン万次郎のひ孫、作家）
- 中村元（東京大学名誉教授、インド哲学）
- 橋爪大三郎（元東京工業大学教授、元同世界文明センター副所長）
- 福原義春（資生堂名誉会長、東京都写真美術館館長）
- 前田耕作（和光大学名誉教授、アジア文化史）
- 松岡正剛（編集工学研究所所長）
- 武藤剛史（共立女子大学教授、フランス文学）
- ムルハーン千栄子（元イリノイ大学教授、比較文化論）
- 室謙二（元「思想の科学」編集代表）
- 森詠（作家）
- 森本達雄（タゴール研究家、名城大学名誉教授）
- 頼住光子（元お茶の水女子大学教授、東京大学教授、日本思想史）
- 王敏（法政大学教授、宮沢賢治研究）